# Шестой флот ВМС США

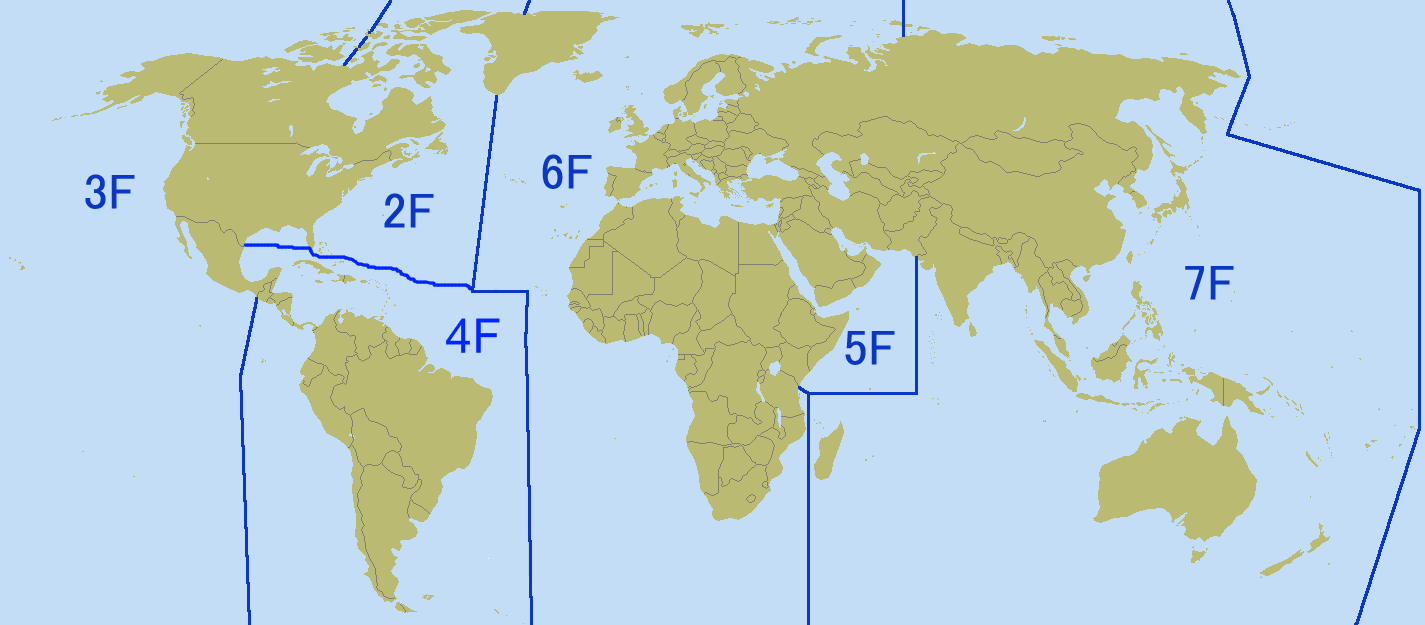
Зоны ответственности флотов США

Шестой флот США (англ. United States Sixth Fleet) — оперативный флот американских военно-морских сил, дислоцирующийся в Средиземном море.
Штаб-квартира флота долгое время располагалась в Гаэте в Италии, однако с 2004 г. штаб-квартира флота перенесена в Неаполь. Перенос был связан с тем, что с этого времени штаб Шестого флота действует как единая организация со штабом Американских морских сил в Европе. Командующий флотом одновременно является заместителем командующего Американскими морскими силами в Европе (англ. COMNAVEUR). Оба командующих занимают соответствующие посты в военной организации НАТО.
Командующий (с сентября 2022) — вице-адмирал Томас Э. Иши (англ. Thomas Ishee).
Флагман флота — десантный/комбинированный штабной корабль (LCC/JCC 20) Mount Whitney. Корабли, входящие в 6-й флот, меняются на ротационной основе. Зоной ответственности флота является Средиземное море и прилегающие воды Атлантики, особенно подходы к Гибралтару. Тем не менее с 2005 года район действий флота расширен и включает также побережье Африки (особенно Гвинейский залив).

## История флота
В 1946 году эскадра Двенадцатого флота ВМС США, находившаяся в Средиземном море со времён Второй мировой войны, была преобразована в 6-й американский флот. Его ядро составили две авианосные группы. Флот участвовал в операциях Blue Bat (1958), «Каньон Эльдорадо» (El Dorado Canyon) (1986), «Союзная сила» (Allied Force) (1999). С 2003 года структура флота претерпела серьёзные изменения. В его состав попадают все американские военные корабли, находящиеся между Восточным побережьем США и Суэцким каналом, однако постоянно приписан к флоту лишь один корабль — его флагман Mount Whitney.

## Состав флота
За исключением штаба, отделов обеспечения и флагманского корабля, Шестой оперативный флот постоянного состава не имеет. Силы и средства выделяются в его состав приказом Оперативного Штаба ВМС по мере необходимости.
В оперативно-тактическом отношении Шестой флот делится на следующие оперативные группы:
- Оперативная группа 60

Основная ударная сила флота. Включает 1-2 авианосца, каждый из которых сопровождает около 6 крейсеров и эсминцев. На борту каждого авианосца имеется 65-85 самолётов (истребители, штурмовики, противолодочные и разведывательные).
- Оперативная группа 61

Предназначена для высадки морских десантов. Состоит приблизительно из трёх десантных кораблей.
- Оперативная группа 62

Включает в себя подразделения морской пехоты. В её составе приблизительно 1600 морских пехотинцев, имеющих на вооружении танки, артиллерию и вертолёты.
- Оперативная группа 63

Представляет собой группу обеспечения действий других кораблей. Включает заправочные, транспортные и ремонтные суда.
- Оперативная группа 64

В оперативную группу 64 входят стратегические атомные подводные лодки, несущие баллистические ядерные ракеты.
- Оперативная группа 66/69

Включает в себя подводные лодки и противолодочные корабли. В задачу этой группы входит уничтожение подводных лодок противника и охрана собственных кораблей.
В 2003 году, в момент максимального усиления, в состав флота входили более 40 надводных кораблей, в том числе 2 авианосца, 2-4 атомные подводные лодки, 175 самолётов и 21 000 военнослужащих.

## Список кораблей
1. Штабной корабль десантных сил (LCC) Mount Whitney
2. Ракетный крейсер «Анцио»
3. Крейсер Philippine Sea (CG 58).
4. Фрегат «Николас»
5. Эсминец «USS Higgins (DDG 76)»
6. Десантный корабль «USS Ashland (LSD-48)»
7. Эсминец USS Ramage (DDG-61)
8. Эсминец USS Truxtun (DDG 103)
9. Фрегат USS Elrod (FFG 55)

## Командующие
- С августа 2008 — вице-адмирал Брюс В. Клинган (англ. Bruce W. Clingan).
- С ноября 2009 — вице-адмирал Гарри Харрис (англ. Harry Harris).
- С октября 2011 — вице-адмирал Фрэнк Крейг Пэндолф (англ. Frank Craig Pandolfe).
- С октября 2013 — вице-адмирал Филип Дэвидсон (англ. Philip S. Davidson).
- С декабря 2014 — вице-адмирал Джеймс Фогго-третий (англ. James G. Foggo, III).
- С марта 2018 — вице-адмирал Лиза Франкетти (англ. Lisa M. Franchetti).
- С июля 2020 — вице-адмирал Юджин Генри Блэк-третий (англ. Eugene H. Black III).
- С сентября 2022 — вице-адмирал Томас Э. Иши (англ. Thomas Ishee).